# Йон Ким
Йон Ким (правопис по системата на Маккюн-Райшауер Young Kim) е професионална състезателка по голф.
Тя е родена в Южна Корея на 2 февруари 1982 г. Играе в Професионалната асоциация по голф за жени.